# Garlin (Fürstenberg/Havel)
Garlin war ein mittelalterliches Dorf im Grenzgebiet der Mark Brandenburg zu Mecklenburg. Es gehörte 1299 zur Erstausstattung des Klosters Himmelpfort und fiel im 14. Jahrhundert wüst. Im 18. Jahrhundert wurde auf der Feldmark von Garlin die Siedlung Ravensbrück angelegt. Seit 1950 gehört das Gebiet zur Stadt Fürstenberg/Havel.

## Geographische Lage
Die genaue Lage von Garlin ist nicht bekannt. In der Übersichtskarte zum Historischen Ortslexikon ist Garlin nördlich von der Kernstadt Fürstenberg/Havel, ein Stück entfernt vom Thymensee eingezeichnet. Dagegen liegt Garlin nach Sophie Wauer am Thymensee. Auch in der Gründungsurkunde des Klosters Himmelpfort heißt es: "item stagnum Thymen apud uillam Garlin". Das Brandenburgische Klosterbuch (Detailkarte, S. 621) zeichnet Garlin am Südende des Thymensee am Hegensteinbach ein. Die Feldmark grenzte im Nordwesten, urkundlich belegt, an die Feldmark des mecklenburgischen Dorfes Godendorf. Die Feldmark dürfte demnach bis an den Kleinen und Großen Schwaberowsee gereicht haben.

## Geschichte
Garlin wurde 1299 in der Stiftungsurkunde für das Kloster Himmelpfort erstmals urkundlich genannt. Mit dieser Urkunde wurde das Dorf mit seiner Zugehörde vom brandenburgischen Markgrafen Albrecht dem III. zur Erstausstattung des neu zu errichtenden Klosters übertragen. Der Name wird von Sophie Wauer von einer altpolabischen Grundform *Garlin- zu *garlo < gardlo = Kehle, Gurgel, Hals im Sinne von Verengung, Anfang, Mündung eines Flusses abgeleitet. Auch in deutschen Gewässernamen kommt das Appellativum -kehle vor, z. B. Hundekehlesee. Garlin lag nach Wauer am Westufer des Thymensee, vermutlich auf einem Werder, der im südlichen Teil in den See hinein reicht und ein südliches Teilbecken abschnürt.
1307 wurde der Ort erneut erwähnt, geschrieben als "Gharlyn". 1342 übertrug Bischof Ludwig von Brandenburg das Recht zur Erhebung des Bischofszehnten in den Dörfern Storkow, Rudow, Tangersdorf, Regelsdorf, Zootzen, Sommerfeld, Brüsenwalde, Rutenberg, Linow, Kastaven, Kleinthymen und Garlin an das Kloster. 1358 wurde die (wüste?) Feldmark an Otto Grafen von Fürstenberg verkauft, das Kloster behielt aber die Lehensherrschaft über die Gemarkung. Von einem Dorf ist nicht mehr die Rede. Die Gründe für das Wüstfallen sind nicht bekannt. Seit 1440 ist die Feldmark wieder im Besitz des Klosters. Später wird die Feldmark auch als Sprenkelheide bezeichnet, ein Forst nordwestlich von Ravensbrück, die von der Stadt Fürstenberg/Havel genutzt wurde, aber formal zum Klosterbesitz gehörte. Ein Teil der Feldmark kam zum Vorwerk Ravensbrück, da zu dieser Meierei ein Acker, die "Gerlinsche Breite" gehörte.
1574 erscheint der Name nur noch als Flurname "vfm felde Garlin", 1593 Gardelitz und 1728 als Gerlinsche Breite. Die Feldmark des Dorfes ging im Forst Sprenkelheide nördlich von Fürstenberg/Havel auf.

## Belege